# Zackarias Pauli
Zackarias Wolfgangsson Pauli, född i april 1586 i Kärnten, död 25 augusti 1630 i Stockholm, var en svensk adelsman och militär.
Zackarias Pauli tillhörde adelsätten Pauli och var son till slottsherren Wolfgang Pauli. Han uppfostrades i Italien och kom till Sverige 1603. 1608 måste han tillsammans med sina bröder på grund av sin lutherska tro lämna Österrike och slog sig då ned i Sverige. Här blev han samma år kammarjunkare hos hertig Karl, 1611 kornett vid dennes livfana, 1612 interimslöjtnant samt 1614 generalfältproviantmästare. 1617 blev han ryttmästare vid hertig Karl Filips livkompani. An denne erhöll han som förläning säteriet Vingsleör i Lista socken. 1625 naturaliserades han som svensk adelsman. Han deltog i Rigas erövring 1621 och utmärkte sig under kriget i Preussen 1626, då han var ryttmästare för tre kompanier finska ryttare. Han befordrades 1627 till överstelöjtnant vid Södermanlands ryttare samt brände och plundrade samma år staden Melsach, och erhöll som belöning det närbelägna godset Lilien. Han utnämndes 1630 till överste och chef för rytteriet i Södermanland, Närke, Värmland samt Vadsbo och Valle härader i Västergötland men avled samma år.